# スーパーラット
スーパーラット（super rat）はクマネズミやドブネズミの中で殺鼠剤などの毒物に対する耐性を持つネズミ。日本では1984年（昭和60年）、日本放送協会(NHK)のテレビ番組『クローズアップ』にて取り上げられた際の呼称に基づく。イカリ消毒技術研究所所長の谷川力によるとこれはNHKのディレクターによって名付けられたとされる。

## 定義と変遷
A. P. Meehanが著書Rats and Miceにて取り上げており、スーパーラットあるいはスーパーマウスという言葉について、殺鼠剤として利用されているワルファリンに抵抗力を持つネズミを指す用語として1950年代から用いられたことに触れている。
日本では1970年代から東京都の都心部でクマネズミによる獣害の被害報告が上がっており、1990年代からは住宅街でも被害が出るようになった。NHKのディレクターがイカリ消毒への取材の中で、殺鼠剤を継続して与えても生き続けているクマネズミの存在を知り、元々企画していたレプトスピラ症の番組から切り替えた際に、視聴者にとって分かり易いように命名された。2013年には（財）日本環境衛生センター「ねずみ駆除協議会」副会長の矢部辰男がスーパーラットを元の定義に加えて巨大ネズミを加えようとする動きがあることを指摘し、拡大解釈だと批判している。